# Dinu Brătianu

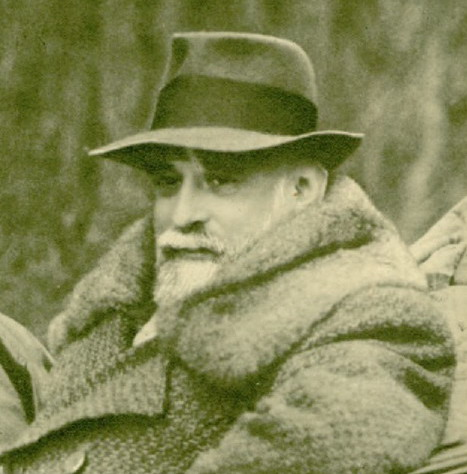
Constantin Ion Constantion Brătianu (1932), genannt „Dinu“

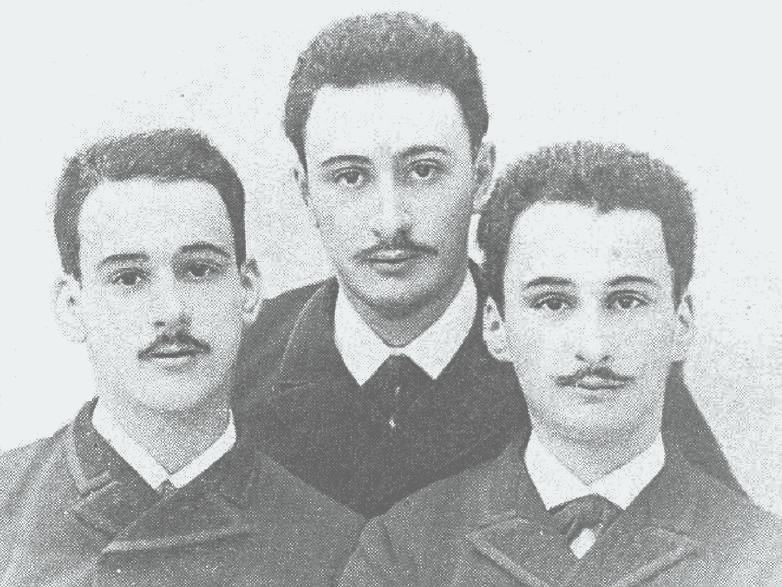
Im Gegensatz zu seinem Vater, seinem Onkel und seinen Brüdern Ionel (Mitte) und Vintilă (rechts) wurde Constantin (links) nie Regierungschef. Auch als Parteichef führte er nur noch einen Teil der National-Liberalen Partei

Constantin Ion Constantin Brătianu (* 13. Januar bzw. 11. Februar 1866 in Florica bei Ștefănești (Argeș) oder Bukarest, Rumänien; † 1948 in Bukarest oder 1951 in Sighet), genannt Dinu (von Constandin, seltenere Schreibweise), war ein liberaler rumänischer Politiker und Banker. Er war der Sohn des früheren Ministerpräsidenten Ion Constantin Brătianu, der Neffe des ehemaligen Ministerpräsidenten Dimitrie Brătianu sowie der Bruder von Ionel Brătianu und Vintilă Brătianu, die zwischen 1909 und 1928 ebenfalls rumänische Ministerpräsidenten waren.
Wie seine Brüder studierte auch Constantin Brătianu zunächst Ingenieurwesen in Paris, wählte dann jedoch einen Bankberuf. Seit 1895 war er Parlamentsabgeordneter der von seinem Vater gegründeten National-Liberalen Partei (Partidul Național Liberal). In Ionels bzw. Vintilă Brătianus Regierung war er von 1927 bis 1928 Staatssekretär, in Ion Ducas Kabinett wurde er 1933 Finanzminister. Nach Ducas Ermordung übernahm 1934 wie zuvor schon seine Brüder auch Constantin Brătianu den Vorsitz der National-Liberalen Partei; Ministerpräsident wurde 1934–1937 jedoch nicht Brătianu, sondern sein parteiinterner Rivale, der Generalsekretär Gheorghe Tătărescu, der ebenfalls schon in Ionels und Vintilăs Regierungen Staatssekretär sowie in Ducas Kabinett Minister gewesen war. Constantin Brătianu führte faktisch nur noch den konservativen Flügel der National-Liberalen Partei, von der Partei hatte 1930 auch schon Constantins Neffe, Ionels Sohn Gheorghe Brătianu, eine profaschistische Splittergruppe abgespalten, sich aber dann 1938 wieder mit seinem Onkel und dessen Partei ausgesöhnt. Alle Parteien wurden 1938 zunächst verboten bzw. in die Illegalität gedrängt, doch Tătărescu war auch unter der Königsdiktatur Carols II. von 1939 bis 1940 nochmals Ministerpräsident. Zur auf Carol II. folgenden faschistischen Antonescu-Diktatur gingen beide in Opposition, Brătianu aber verbündete sich dafür mit Iuliu Maniu (dem einstigen politischen Gegner Vintilă Brătianus) und führte im Zweiten Weltkrieg Geheimverhandlungen nur mit Großbritannien bzw. den USA, während Tătărescu auch Kontakt zur Sowjetunion suchte.
Wie am 25. Mai 1944 schon der von Tătărescu geführte Parteiflügel, so schlossen am 20. Juni 1944 auch Constantin Brătianus National-Liberale Partei und Manius Bauernpartei eine Oppositionsallianz mit der Kommunistischen Partei und unterstützten die rumänische Revolution vom 23. August 1944. Unter den darauffolgenden Übergangsregierungen Constantin Sănătescu (für die Constantin Brătianu als Vizepremier am 12. September 1944 den Waffenstillstand mit den Alliierten schloss) und Nicolae Rădescu waren Constantin Brătianu bzw. sein Cousin Constantin Constantin Ion Brătianu (1887–1956), genannt „Bebe“ (d. h. Baby), bis zum 6. März 1945 Minister. Der anschließend von Petru Groza gebildeten, kommunistisch geführten Koalitionsregierung schloss sich Brătianu jedoch im Gegensatz zu Tătărescu nicht an und nahm neben Maniu die Rolle als einer der beiden Oppositionsführer an, auch wenn – den Forderungen der USA und Großbritanniens auf der Pariser Friedenskonferenz entsprechend – Brătianus Partei im Januar 1946 doch noch in die Koalition aufgenommen und Brătianus Vertrauter Mihail Romniceanu vorübergehend Staatssekretär bzw. Staatsminister wurde. Nach der Niederlage seiner Partei bei den Wahlen im November 1946 bzw. nach der von der Regierung am 20. Dezember 1946 verfügten Verstaatlichung der Rumänischen Nationalbank, an der die Brătianu-Familie ein Hauptaktionär war, zog sich Constantin Brătianu ins Privatleben zurück. Finanzminister und Aufseher der Bank war zu diesem Zeitpunkt Tătărescus Parteifreund Alexandru Alexandrini, Tătărescu selbst blieb bis November 1947 Außenminister und Vizepremier.
Nach anderen Angaben habe sich Constantin Brătianu schon im November bzw. Dezember 1944 ins Privatleben zurückgezogen, als Tătărescu seine eigene National-Liberale Partei gegründet hatte. Wieder anderen Angaben zufolge soll sich Constantin Brătianu nicht zurückgezogen haben, sondern sei verhaftet worden und im Sighet-Gefängnis gestorben.